# Émile Biayenda
Émile Biayenda (ur. 1927 w Mpongala, zm. 23 marca 1977 w Brazzaville) – kongijski duchowny katolicki, kardynał, męczennik, arcybiskup Brazzaville. 

## Życiorys
Absolwent Uniwersytetu Katolickiego w Lyonie. Święcenia kapłańskie otrzymał 26 października 1958. W latach 1959–1965 i 1969–1970 ofiarny duszpasterz archidiecezji Brazaville. Kilka miesięcy więziony przez antyreligijne władze państwowe. 17 maja 1970 roku mianowany tytularnym arcybiskupem Garba i koadiutorem z prawem następstwa arcybiskupa Brazaville; funkcję tę objął 14 czerwca 1971 roku jako drugi hierarcha pochodzenia rodzimego. W tym samym roku został również przewodniczącym Konferencji Episkopatu Konga. 5 marca 1973 roku kreowany kardynałem z tytułem prezbitera San Marco in Agro Laurentino przez papieża Pawła VI. Zamordowany podczas zamieszek plemiennych. 